# RapeLay
RapeLay (レイプレイ, Reipurei) é um eroge 3D produzido pela Illusion, lançado em abril de 2006. Comparado aos jogos anteriores da empresa, RapeLay tem uma historia menos desenvolvida, engine 3D superior e o uso maior do mouse. RapeLay é sobre um personagem que estupra uma família composta de uma mãe e suas duas filhas. Três anos depois do seu lançamento, o jogo ganhou notoriedade internacional devido ao seu conteúdo polémico.

## Jogabilidade
RapeLay é jogado do ponto de vista de um chikan de nome Kimura Masaya, que persegue e posteriormente estupra as mulheres da família Kiryū.
Durante o jogo, o jogador tem opção varias posições sexuais como felação, masturbação mútua, "de quatro", cowgirl e sexo grupal, controlando a ação com o mouse e a roda de rolagem.
Pode-se retirar ou mover a roupa das personagens, assim como controlar o ângulo e a aproximação da câmera.
Após o jogador completar a historia, o jogo muda para o modo "training(treino)" ou jogo livre, em que o jogador escolhe o modo do jogo, um mapa e uma das garotas, devendo conquista-las conseguindo todos os objetivos durante os atos sexuais.

### Modos do jogo
- Nozoki:O personagem principal observa a garota numa estação de trem, e fazendo uma oração, o vento levanta a saia da garota, permitindo a visualização da sua roupa intima. Posteriormente, o jogador tambem adquire a opção de remover a roupa da garota, e de força-la a usar vibradores, neste modo não há contato físico entre o personagem principal e a garota.[1]
- Chikan: O personagem está no trem com a garota e deve encher o medidor de prazer dela, para isso ele precisa acariciar e molesta-la, podendo também remover sua roupa, não é permitido penetração nesse modo.[1]
- Two player ou "2P": O personagem pratica sexo com qualquer uma das três garotas. Durante a ação, há um menu para escolha de diferentes posições sexuais, assim como a possibilidade de remover as partes da roupa da garota.[1]
- Five player ou "5P": O jogador é restrito a apenas uma posição sexual, com três outros homens estuprando apenas uma das garotas durante um sexo grupal.[1]
- Shippo ou "3P"/"4P": O personagem principal faz sexo com duas ou três garotas ao mesmo tempo.[1]
- Neko-Kappa: Modo removido do jogo, a ideia original era ter uma ou duas garotas amarradas em bondage, visivel apenas no CD extra botuplay.[1]

## Personagens
- Masaya Kimura 鬼村将哉 (39 Anos)

Masaya é o chikan que ameaça e estupra a familia kiryu no jogo.
- Manaka Kiryū 桐生愛花 (13 Anos)

Manaka é a irmã caçula de Aoi, uma garota de cabelos curtos que usa um vestido azul. O jogador tem a opção de colocar orelhas de gato nela, fazendo ela miar e produzir sons felinos.
Seiyū: Izumi Maki
- Aoi Kiryū 桐生蒼 (17 anos)

Aoi é a filha mais velha da família, uma garota com cabelos longos que usa uniforme escolar. Ela pode desfaz seu rabo de cavalo, deixando seu cabelo livre.
Seiyū: Mao Enokizu
- Yuuko Kiryū 桐生夕子 (36 anos)

Yuuko é a mãe de Manaka e Aoi, uma mulher de cabelos marrons que veste um pullover verde. Yuuko é a personagem com os maiores seios, opcionalmente pode usar óculos.
Seiyū: Kaori

## História
No modo historia, o personagem principal estupra as garotas Manaka, Yuuko e Aoi, nesta ordem. O jogador sempre inicia numa estação de trem. No trem, o personagem comete chikan na garota que o jogador está perseguindo. Depois de sair do trem, o personagem finalmente estupra a garota que está sendo seguida.
A historia começa com Kimura sendo preso por molestar Aoi no metrô. O pai de Kimura é um político importante e consegue libera-lo da cadeia. No dia seguinte, Kimura aguarda do lado de fora da casa da Família Kiryuu e ouve suas conversas. Ele segue Manaka, a mais jovem da família, até o metrô e consegue molestá-la no trem. Depois de saírem do trem, ele prende Manaka em um banheiro público e estupra ela, para depois tirar fotos do corpo dela coberto de esperma. Kimura ordena a Manaka que, no próximo dia, finja estar doente e não saía de casa.
Segundo dia, Kimura segue Yuuko, a mãe da Família Kiryuu até a estação de metrô. Kimura persegue-a até o parque municipal, quando Manaka liga para o celular dela. Como planejado por Kimura, Manaka diz que está no bosque do parque, Yuuko vai até o local baldio buscando pela filha, rapidamente Kimura ataca e prende Yuuko. Ele estupra ela no bosque e depois tira fotos dela, enquanto chama seus comparsas para leva-la para outro lugar.
Ao terceiro dia, ele segue Aoi, a filha mais velha, até a estação e lhe mostra as fotos de Yuuko amarrada. Em choque, a sua única opção é seguir as ordens de Kimura enquanto ele a molesta dentro do trem. Depois de saírem do trem, ela pergunta a Kimura porque ele está fazendo isso, neste momento ela se lembra que ele é o Chikan que foi preso por molestar ela. Com um carro, Kimura e seus ajudantes levam Aoi para um hotel que a familia de Kimura possui, e estupra ela, novamente tirando fotos depois do ato.
Depois de ter violentado Aoi, Yuuko e Manaka são trazidas para o quarto via uma porta secreta. Com todas as três sequestradas, ele revela seu plano de torna-las suas escravas sexuais.

### Finais
Apesar de ser um jogo sem final, existem duas chances de falhas que terminam o jogo.
No "Final negro", o jogador engravida uma das garotas e decide não abortar. O resultado é que após alguns dias do nascimento da criança, o personagem cai nos trilhos do trem e morre.
O "Final vermelho" ocorre um pouco antes de conquistar Aoi, ao muda-la para posição cowgirl position ativará uma cena em que Aoi pega uma faca e esfaqueia várias vezes o personagem. A cena escurece, enquanto a gargalhada de Aoi pode ser ouvida ao fundo.

## Polêmica
RapeLay causou muita polêmica em todo o mundo, porque simula estupro, aborto e pedofilia. A Safernet Brasil diz que já enviou várias denúncias ao Ministério Público contra jogos desse tipo. O Ministério Público Federal tomou conhecimento desse jogo através de um alerta de uma juíza da 16a Vara Criminal do Tribunal de Justiça de São Paulo.
Artigos em defesa também foram escritos, muitos apontando que estupro é um crime menor que assassinato, e ainda assim existem milhares de jogos eletrônicos legalizados onde o objetivo é matar inimigos. A empresa Illusion afirmou que RapeLay estava de acordo com as leis japonesas e que não é vendido fora do Japão. Illusion posteriormente removeu referências ao jogo do seu website e parou a distribuição de RapeLay, alegando preocupação com o impacto sobre a indústria.